# فیلم ناطق بمبئی
فیلم ناطق بمبئی (به هندی: Bombay Talkies) فیلمی هندی محصول سال ۲۰۱۳ به کارگردانی دیباکار بانرجی است. در این فیلم بازیگرانی همچون رانی موکرجی، راندیپ هودا، ساقیب سالم، وینیت کومار سینگ، کاترینا کایف، آمیتاب باچان ایفای نقش کرده‌اند.
فیلم ناطق بمبئی از چهار فیلم کوتاه تشکیل شده و کارگردانی آن را کاران جوهر، دیباکار بانرجی، زویا اختر و آنوراگ کاشیاپ برعهده داشته‌اند. این فیلم در ۳ مهٔ ۲۰۱۳ اکران شد و هم‌زمان با آن، صدمین سال سینمای هند و آغاز عصری تازه در سینمای امروزی جشن گرفته شد. این فیلم در جشنواره فیلم کن ۲۰۱۳ در تاریخ ۱۷ مه ۲۰۱۳ به نمایش درآمد.
بمبِی تاکیز نخستین فیلم آنتولوژی از سه فیلم مشترک این چهار کارگردان بود که پس از آن داستان‌های شهوت در ۲۰۱۸ و داستان‌های ارواح (فیلم ۲۰۲۰) در ۲۰۲۰ منتشر شدند؛ دو فیلم اخیر از طریق نتفلیکس پخش شدند.

## طرح داستان

### عجیب داستانی‌ست این'
کارگردانکاران جوهر
فیلم کوتاه با ورود شتاب‌زدهٔ جوانی به نام آویناش به خانه‌اش آغاز می‌شود. او پدرش را بیدار کرده و با فشار به دیوار، به او اعلام می‌کند که همجنس‌گراست و نه خواجه‌ای که والدینش از او خجالت بکشند. او خانهٔ پدر و مادرش را غمگین و دل‌شکسته اما آمادهٔ شروعی تازه ترک می‌کند. در ایستگاه قطار، از کنار دخترکی می‌گذرد که ترانهٔ «عجیب داستانی‌ست این» را می‌خواند.
گایاتری که با دِو ازدواج کرده و در یک مجله کار می‌کند، با آویناش که کارآموز تازه است آشنا می‌شود. آویناش به او می‌گوید که همجنس‌گراست و از این که گایاتری تعجب نمی‌کند، شگفت‌زده می‌شود. به مرور، آن دو به هم نزدیک می‌شوند. در شب تولد آویناش، گایاتری او را برای شام به خانه دعوت می‌کند و به شوهرش می‌گوید که آویناش همجنس‌گراست. دِو متعجب می‌شود.
در ادامهٔ شام، آویناش و دِو متوجه علاقهٔ مشترکشان به فیلم‌ها و ترانه‌های قدیمی هندی می‌شوند. واکنش دِو به نزدیکی آویناش مشهود است. روز بعد، گایاتری به مأموریت کاری می‌رود و آویناش به دیدن دِو می‌رود. او هدیه‌ای به او می‌دهد و با بازی با کلمات، او را به «بیرون آمدن» دعوت می‌کند. آن دو با دخترک خواننده ملاقات می‌کنند. گفت‌وگوی دِو و دخترک، که دربارهٔ دروغ نگفتن است، زمینه‌ای نمادین برای داستان ایجاد می‌کند.
آویناش به این نتیجه می‌رسد که دِو همجنس‌گراست اما هنوز آشکار نکرده. روز بعد، گایاتری با خوشحالی می‌گوید که با شوهرش رابطهٔ خوبی داشته و آویناش، که می‌داند دلیل حال خوب دِو خودش بوده، عصبانی می‌شود. این دیدارها به درگیری و در نهایت افشای بوسهٔ دِو و آویناش نزد گایاتری منجر می‌شود. گایاتری ازدواجش را پایان‌یافته می‌داند و دِو را ترک می‌کند.
صحنهٔ پایانی نشان می‌دهد که آویناش تنها و غمگین است، دِو کنار دخترک خواننده ایستاده و گایاتری در حال آرایش کردن است. گفت‌وگوی پایانی دِو و دخترک بازتاب دروغ‌های زندگی اوست.

### ستاره'
کارگرداندیباکار بانرجی
این داستان اقتباسی از داستان کوتاه «پاتول بابو، ستارهٔ سینما» اثر ساتیاجیت رای است. پوراندار، بازیگر تئاتر شکست‌خورده، پس از مرگ پدرش به سختی امرار معاش می‌کند. روزی به طور اتفاقی برای نقش یک رهگذر عادی در فیلمی انتخاب می‌شود که فقط باید یک کلمه بگوید: «اه!». ابتدا سرخورده می‌شود اما با یادآوری آموزه‌های مربی‌اش، نقش را جدی می‌گیرد، آن را خلاقانه اجرا می‌کند و رضایت هنری می‌یابد. او بدون گرفتن دستمزد به خانه می‌رود و ماجرا را با شور و شوق برای دخترش تعریف می‌کند.

### شیلا کی جوانی'
کارگردانزویا اختر
ویکی، پسر ۱۲ ساله‌ای است که آرزوی رقصیدن در بالیوود را دارد اما پدرش می‌خواهد او فوتبالیست شود. ویکی طرفدار کاترینا کیف است و به ترانهٔ «شیلا کی جوانی» علاقه دارد. وقتی والدینش خانه نیستند، لباس زنانه می‌پوشد و می‌رقصد، اما لو می‌رود. سخنان الهام‌بخش کاترینا در یک مصاحبه تلویزیونی باعث می‌شود ویکی رؤیایش را پنهانی دنبال کند. در نهایت، او برای تأمین هزینه سفر خواهرش، با کمک او یک اجرای بلیت‌فروشی در محله برگزار می‌کند.

### مربا'
کارگردانآنوراگ کاشیاپ
ویجی از الله‌آباد برای برآوردن آرزوی پدر بیمارش به بمبئی می‌آید تا آمیتاب باچان را ببیند و به او مربای خانگی بدهد تا نصفش را بخورد و بقیه را برای پدرش ببرد. او پس از تلاش بسیار موفق می‌شود و باچان با خوشرویی می‌پذیرد. اما در راه بازگشت، شیشهٔ مربا می‌شکند و او مجبور به جایگزینی آن می‌شود. پدرش متوجه می‌شود و داستان مشابهی از جوانی خود تعریف می‌کند که نشان می‌دهد زندگی چرخه‌ای تکرارشونده دارد.

## بازیگران

### عجیب داستانی‌ست این'
رانی موکرجی در نقش گایاتری
راندیپ هودا در نقش دِو
ساقب سلیم در نقش آویناش
شیو کومار سوبراهمانیام در نقش پدر آویناش

### ستاره'
نواظ‌الدین صدیقی در نقش پوراندار
ساداشیف آمراپورکار در نقش روح مربی تئاتر پوراندار

### شیلا کی جوانی'
نامان جین در نقش ویکی
رانوییر شوری در نقش پدر ویکی
سواتی داس
کاترینا کیف در نقش خودش (حضور کوتاه)

### مربا'
وینیت کومار سینگ در نقش ویجی
سودهیر پاندی در نقش پدر ویجی
آمیتاب باچان در نقش خودش (حضور ویژه)
حضورهای ویژه
(در طول ترانهٔ «آپنا بمبِی تاکیز»، به ترتیب حضور)
عامر خان
مادوری دیکشیت
کاریشما کاپور
آکشای کومار
جوئی چاولای
سیف علی خان
رانی موکرجی
سریدوی
پریانکا چوپرا
فرحان اختر
عمران خان (بازیگر)
ویدیا بالان
کارینا کاپور خان
رانویر سینگ
آنيل کاپور
شاهد کاپور
سونام کاپور
دیپیکا پادوکونه
رانبیر کاپور
شاهرخ خان

## بازخورد

### بازخورد منتقدان
فیلم Bombay Talkies در زمان اکران نقدهای مثبتی دریافت کرد. تاران آدارش از بولیوود هنگاما به این فیلم ۴ از ۵ ستاره داد و اشاره کرد که این فیلم «از آن دسته فیلم‌های نادری است که می‌توانید تلاش‌های برجسته چهار فیلم‌ساز طراز اول را در کمتر از دو ساعت ببینید. همین واقعیت به تنهایی فیلم را به تماشایی جذاب بدل می‌کند، و بازی‌های درخشان و موضوعات گیرا که فیلم به آن‌ها می‌بالد، همچون گیلاس روی کیک هستند. این جشن سینما، تماشای اجباری دارد!» او رانی موکرجی را بازیگری در حد کمال توصیف کرد. انوپاما چوپرا از هندوستان تایمز نیز به فیلم ۴ از ۵ ستاره داد و گفت: «Bombay Talkies یک تجربه منحصربه‌فرد است که بسیار خوب عمل کرده. همکاری میان چهار کارگردان برجسته، اعتمادبه‌نفسی را نشان می‌دهد که حتی یک دهه پیش هم در این صنعت نادر بود. من باور دارم که از اینجا به بعد اوضاع فقط بهتر خواهد شد.» توشار جوشی به فیلم ۳٫۵ از ۵ ستاره داد و افزود: «Bombay Talkies قالبی است که باید به خاطر ایده‌اش تحسین شود. توالی داستان‌ها خوب پیش می‌رود و ریتم فیلم تند است و هرگز نشانه‌ای از رخوت ندارد. اگر این ادای احترامی به ۱۰۰ سال سینماست، باید کارگردانانی از ژانرهای مختلف چنین ادای احترام‌هایی را بیشتر انجام دهند.» به همین ترتیب، سوکانیا ورما نیز به فیلم ۳٫۵ از ۵ ستاره داد و نتیجه‌گیری کرد که «Bombay Talkies ادای احترامی گیرا به زبان سینماست که بخشی از نظام جمعی ماست.» او در مورد بازی‌ها گفت: «این هنر بی‌نقص رانی موکرجی، به‌عنوان روحی زندانی که نقاب عادی بودن بر چهره دارد، است که هسته احساسی داستان جوهر را ارتقا می‌دهد.» زوج بانرجی-نواظ‌الدین در ۳۰ دقیقه روی پرده جادو خلق می‌کنند و داستان کوتاه «پاتول بابو، ستاره سینما» اثر ساتیاجیت رای را اقتباس کرده‌اند.

## جوایز و نامزدی‌ها
بخش «Ajeeb Dastaan Hai Yeh» ساخته کاران جوهر، نامزد جایزه نخل کوییر در جشنواره فیلم کن ۲۰۱۳ شد.

## موسیقی متن
موسیقی فیلم توسط آمیت تریودی ساخته شده و ترانه‌ها را آمیتاب باتاچاریا و سواناند کرکیری نوشته‌اند. ترانهٔ «Apna Bombay Talkies» تنها آهنگی است که خوانندگان افسانه‌ای دهه ۹۰ شامل کاوِیتا کریشنامورتی، آلکا یاگنیک، کومار سانو، اودیت ناریان و آبجیت را برای نخستین بار در کنار هم گرد آورده و در آن اس. پی. بالا سوبراه‌مانیم، خواننده پیشکسوت نیز حضور دارد. در این ترانه، هر یک از خوانندگان متناسب با بازیگرانی که بیشتر ترانه‌های موفقشان را برای آن‌ها خوانده‌اند، اجرا دارند و همین موضوع این آهنگ را منحصربه‌فرد کرده است.

## دنباله
دنبالهٔ Bombay Talkies با نام Lust Stories در ۱۵ ژوئن ۲۰۱۸ در نتفلیکس منتشر شد. تهیه‌کنندگی آن را رانی اسکریوالا و آشی دوا برعهده داشتند. بخش کاران جوهر با بازی ویکی کوشال، کیارا آدوانی و نهـا دوپیا ساخته شد و فیلم‌برداری آن در دسامبر ۲۰۱۷ به پایان رسید. بخش زویاآکشتار با بازی بومی پدنکار و راشیکا دوگال، بخش دیباکار بانرجی با بازی مانیشا کویرالا و سانجی کاپور و فیلم آنوراگ کاشیاپ با بازی رادیکا آپته و آکاش توسِر ساخته شد.